# Le Wazzou polygame
Pour plus de détails, voir Fiche technique et Distribution.
Le Polygame du Wazzou ou Le Wazzou polygame est une comédie nigérienne de 1970 sur le thème de la polygamie, réalisée par Oumarou Ganda,. Il a été produit par Argos Films en France.
Il a remporté le premier « Étalon de Yennenga » au Festival panafricain du cinéma et de la télévision de Ouagadougou 1972 (FESPACO) et le prix de la critique internationale au Festival du film francophone de Dinard.

## Synopsis
Hadj, notable local nigérien, tient sous sa coupe une partie des habitants de son village en raison des nombreux prêts qu'il a consenti. Après avoir effectué un pèlerinage à La Mecque, le hajj, Hadj exprime son intention de prendre la jeune Satou comme troisième épouse, alors que celle-ci est déjà fiancée. Satou se résigne, sachant que l'influence de Hadj fait que personne n'osera le contrarier. Néanmoins elle trouve une alliée inattendue en la personne de Gaika, la seconde épouse de Hadj.

## Fiche technique
- Titre original : Le Polygame du Wazzou
- Langue : français
- Réalisation : Oumarou Ganda
- Scénario : Oumarou Ganda
- Compositeur :
- Musique : Musique traditionnelle africaine
- Montage : Danièle Tessier
- Photo : Gérard de Battista
- Attachée de presse (film) :
- Décorateur :
- Producteur :
- Mixage :
- Production : Oumarou Ganda ( Niger), Argos Films ( France)
- Pays d'origine :  Niger,  France
- Langue : Zarma
- Sous titre : Français
- Genre : Fiction
- Durée : 50 minutes
- Dates de sortie : 1970

## Distribution
- Joseph Salamatou
- Issa Goumbokoye
- Dia Lam
- Zalika Souley

## Récompenses
- 1972 : Étalon de Yennenga au Festival panafricain du cinéma et de la télévision de Ouagadougou 1972 ;
- 1972 : Prix de la critique internationale au Festival du film francophone de Dinard.